# Abranovce
Abranovce (hongrois : Ábrány) est un village de Slovaquie situé dans la région de Prešov.

## Histoire
Première mention écrite du village en 1320.

## Démographie

### Évolution de la population
| Année:               | 1994. | 2004.   | 2014.    | 2024.    |
| -------------------- | ----- | ------- | -------- | -------- |
| Nombre de personnes: | 510   | 548     | 644      | 734      |
| Différence:          |       | +7,45 % | +17,51 % | +13,97 % |

| Année:               | 2023. | 2024.   |
| -------------------- | ----- | ------- |
| Nombre de personnes: | 715   | 734     |
| Différence:          |       | +2,65 % |